# Maria Leopoldina Guia
Maria Leopoldina Guia (Alcochete, 3 de Fevereiro de 1946 – Moita, 19 de Abril de 2006) foi uma fadista portuguesa. Aficionada das touradas, era esposa do toureiro Manuel Pires Rosa "Balé" e mãe do forcado Bernardo Pires Rosa "Balé" do Grupo de Forcados Amadores do Aposento da Moita.[carece de fontes?]

## Biografia
Fadista desde cedo, cantou até aos 19 anos de idade fado-canção, tendo por referências primordiais Simone de Oliveira e Maria de Lurdes Resende. Gravou o seu primeiro disco aos 20 anos. 
Entre os seus principais êxitos está Versos do orgulho, poema de Florbela Espanca e o Novo Fado de Alcochete com poema de Constantino Menino. 
Progressista do fado ribatejano, entre os temas que cantou sobressaíram as touradas da Lezíria. Participou no primeiro DVD sobre o fado, Fado em Alcochete e gravou um disco com a tauriníssima Banda Imparcial 15 de Janeiro de 1898 de Alcochete intitulado "Viva el Pasodoble" cantando três músicas, dois fados de Alcochete e o Pasodoble que deu nome ao disco. 
Faleceu aos 60 anos, de doença prolongada. Foi cremada no Cemitério dos Olivais, em Lisboa. 

## Homenagem
Em 2007, a Câmara Municipal de Alcochete atribuiu o seu nome a uma das ruas do concelho, em 1993 já a havia galardoado com a Medalha de Mérito Cultural. 